# Медфорд, Эрнан
Эрна́н Эвари́сто Ме́дфорд Бра́йан (исп. Hernán Evaristo Medford Bryan; род. 23 мая 1968[…], Сан-Хосе) — коста-риканский футболист, нападающий. Тренер.

## Биография
Медфорд хорошо проявил себя на чемпионате мира в Италии. В заключительном матче группового этапа забил победный гол в ворота сборной Швеции. При счёте 1:1 убежал от защитников и техничным ударом переиграл Томаса Равелли. Коста-Рика одержала победу и обеспечила себе место в 1/8 финала.
После Кубка мира в Италии выступал в составе «Динамо» (Загреб). Был одним из самых быстрых игроков чемпионата Югославии.
Затем играл за «Рапид» (Вена) и «Райо Вальекано». Далее выступал в итальянской серии А за «Фоджу».